# جو هوکی
جوزف بندیکت "جو" هوکی (انگلیسی: Joseph Benedict "Joe" Hockey؛ زادهٔ ۲ اوت ۱۹۶۵) یک وکیل، سیاست‌مدار و دیپلمات ارمنی‌تبار اهل استرالیا است.